# Senado de Venezuela
El Senado de Venezuela fue la cámara alta del Congreso Nacional de Venezuela. Estuvo vigente en el país desde la Promulgación de la Constitución Federal de 1811 hasta que fuera derogado el Texto Fundamental de 1961 por la Carta de 1999. Esta figura comprendía los Senadores electos, los adicionales y los vitalicios.
Los Senadores eran electos dos por cada Entidad Federal y dos por el Distrito Federal, los adicionales eran resultado de la aplicación del principio de representación proporcional de las minorías y los vitalicios, que incluían a los ciudadanos que hubieran desempeñado el cargo de Presidente de la República por elección popular o los que la desempeñaron por más de la mitad del periodo Constitucional. La antigua Cámara de Senadores (actualmente llamada el Hemiciclo Protocolar) es usada por la Asamblea Nacional para sesiones solemnes y otros actos especiales.

## Funciones

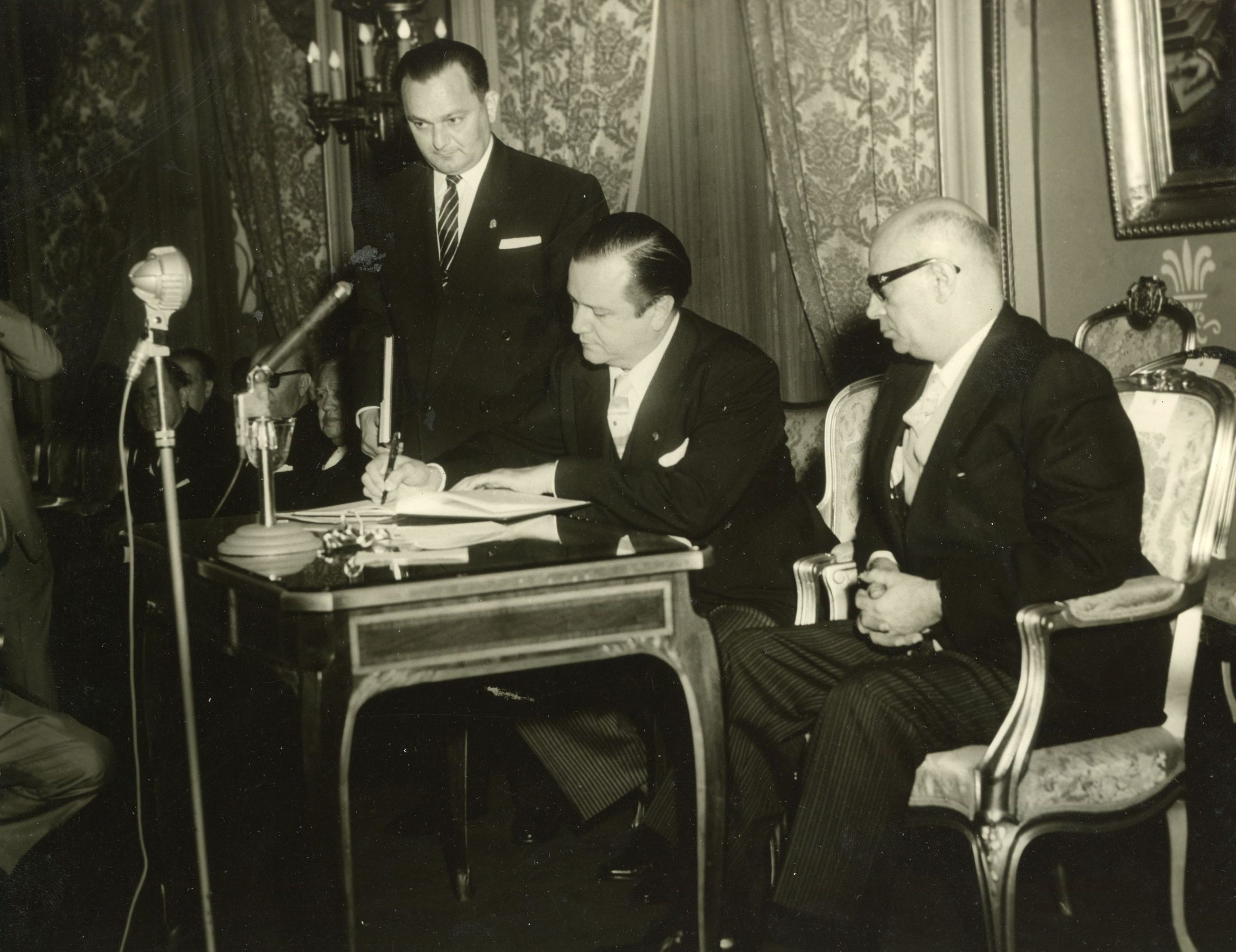
El presidente de la Cámara Rafael Caldera, firma la nueva Constitución de la República, en compañía del presidente del Senado, Raúl Leoni.

- Iniciar la discusión de los proyectos de ley relativos a tratados y convenios internacionales;
- Dar autorización al Ejecutivo Nacional para enajenar bienes inmuebles del dominio privado de la Nación con las excepciones que establezca la ley;
- Autorizar a los empleados públicos para aceptar cargos, honores o recompensas de gobiernos extranjeros
- Autorizar el empleo de misiones militares en el exterior o extranjeras en el país, a solicitud del Ejecutivo Nacional;
- Autorizar el ascenso de oficiales de las Fuerzas Armadas, desde Coronel o Capitán de Navío, inclusive;
- Autorizar al Presidente de la República para salir del territorio nacional;
- Autorizar por el voto de la mayoría de sus miembros el enjuiciamiento del Presidente de la República previa declaratoria de la Corte Suprema de Justicia de que hay mérito para ello. De autorizarse el enjuiciamiento, el presidente de la República quedaba suspendido del ejercicio de sus funciones;
- Honrar a los venezolanos ilustres que hayan prestado servicios eminentes a la República al acordar que sus restos mortales descansen en el Panteón Nacional, después transcurridos veinticinco años de su fallecimiento.

Las funciones del Senado las asumió íntegramente la nueva Asamblea Nacional, siendo una de las principales representar a los Estados, en el art 201 de la Constitución vigente establece: "los diputados o diputadas son representantes del pueblo y de los Estados en su conjunto, no sujetos o sujetas a mandatos ni instrucciones, sino a su conciencia. Su voto en la Asamblea Nacional es personal". El último Presidente de Senado de la República y la vez de Congreso Nacional fue Luis Alfonso Dávila.

## Legislaturas
| Período     | Mayoría | Mayoría   | Mayoría   | Mayoría  | Primera Minoría               | Primera Minoría | Primera Minoría |
| Período     | Partido | Senadores | Posición  | Tipo     | Partido                       | Senadores       | Tipo            |
| ----------- | ------- | --------- | --------- | -------- | ----------------------------- | --------------- | --------------- |
| 1947 - 1948 |         | 38/46     | Gobierno  | Absoluta |                               | 4/46            | Oposición       |
| 1959 - 1964 |         | 32/51     | Gobierno  | Absoluta | Unión Republicana Democrática | 11/51           | Oposición       |
| 1964 - 1969 |         | 22/47     | Gobierno  | Simple   |                               | 8/47            | Oposición       |
| 1969 - 1974 |         | 19/52     | Oposición | Simple   |                               | 16/52           | Gobierno        |
| 1974 - 1979 |         | 28/47     | Gobierno  | Absoluta |                               | 13/47           | Oposición       |
| 1979 - 1984 |         | 21/44     | Oposición | Simple   |                               | 21/44           | Gobierno        |
| 1984 - 1989 |         | 28/44     | Gobierno  | Absoluta |                               | 14/44           | Oposición       |
| 1989 - 1994 |         | 22/46     | Gobierno  | Simple   |                               | 20/46           | Oposición       |
| 1994 - 1999 |         | 16/50     | Oposición | Simple   |                               | 14/50           | Oposición       |
| 1999        |         | 21/54     | Oposición | Simple   |                               | 8/54            | Gobierno        |

## Autoridades
| Período   | Presidente del Senado Presidente del Congreso | Presidente del Senado Presidente del Congreso |
| Período   | Titular                                       | Partido                                       |
| --------- | --------------------------------------------- | --------------------------------------------- |
| 1952-1953 | Vacante (Asamblea Constituyente)              | Vacante (Asamblea Constituyente)              |
| 1953-1954 | Carlos Travieso Pérez                         |                                               |
| 1954-1955 | Carlos Travieso Pérez                         |                                               |
| 1955-1956 | Pedro Agustín Dupouy                          |                                               |
| 1956-1957 | Pedro Agustín Dupouy                          |                                               |
| 1957-1958 | Pedro Agustín Dupouy                          |                                               |
| 1958-1959 | Vacante (Junta de Gobierno)                   | Vacante (Junta de Gobierno)                   |
| 1959-1960 | Raúl Leoni                                    |                                               |
| 1960-1961 | Raúl Leoni                                    |                                               |
| 1961-1962 | Raúl Leoni                                    |                                               |
| 1962-1963 | Luis Beltrán Prieto Figueroa                  |                                               |
| 1963-1964 | Luis Beltrán Prieto Figueroa                  |                                               |
| 1964-1965 | Luis Beltrán Prieto Figueroa                  |                                               |
| 1965-1966 | Luis Beltrán Prieto Figueroa                  |                                               |
| 1966-1967 | Luis Augusto Dubuc                            |                                               |
| 1967-1968 | Luis Augusto Dubuc                            |                                               |
| 1968-1969 | Armando Vegas Sánchez                         |                                               |
| 1969-1970 | José Antonio Pérez Díaz                       |                                               |
| 1970-1971 | José Antonio Pérez Díaz                       |                                               |
| 1971-1972 | José Antonio Pérez Díaz                       |                                               |
| 1972-1973 | José Antonio Pérez Díaz                       |                                               |
| 1973-1974 | José Antonio Pérez Díaz                       |                                               |
| 1974-1975 | Gonzalo Barrios                               |                                               |
| 1975-1976 | Gonzalo Barrios                               |                                               |
| 1976-1977 | Gonzalo Barrios                               |                                               |
| 1977-1978 | Gonzalo Barrios                               |                                               |
| 1978-1979 | Gonzalo Barrios                               |                                               |
| 1979-1980 | Godofredo González                            |                                               |
| 1980-1981 | Godofredo González                            |                                               |
| 1981-1982 | Godofredo González                            |                                               |
| 1982-1983 | Godofredo González                            |                                               |
| 1983-1984 | Godofredo González                            |                                               |
| 1984-1985 | Reinaldo Leandro Mora                         |                                               |
| 1985-1986 | Reinaldo Leandro Mora                         |                                               |
| 1986-1987 | Reinaldo Leandro Mora                         |                                               |
| 1987-1988 | Reinaldo Leandro Mora                         |                                               |
| 1988-1989 | Reinaldo Leandro Mora                         |                                               |
| 1989-1990 | Octavio Lepage                                |                                               |
| 1990-1991 | David Morales Bello                           |                                               |
| 1991-1992 | Pedro París Montesinos                        |                                               |
| 1992-1993 | Pedro París Montesinos                        |                                               |
| 1993-1994 | Octavio Lepage Barreto                        |                                               |
| 1993-1994 | Pedro París Montesinos                        |                                               |
| 1994-1995 | Eduardo Gómez Tamayo                          |                                               |
| 1995-1996 | Eduardo Gómez Tamayo                          |                                               |
| 1996-1997 | Cristóbal Fernández Daló                      |                                               |
| 1997-1998 | Cristóbal Fernández Daló                      |                                               |
| 1998-1999 | Pedro Pablo Aguilar                           |                                               |
| 1999      | Luis Alfonso Dávila                           |                                               |
| 1999-2000 | Vacante (Asamblea Constituyente)              | Vacante (Asamblea Constituyente)              |